# Juan Bautista González
Juan Bautista González (Miranda, Venezuela, 1789-Caracas, Venezuela, 22 de noviembre de 1879) fue un escultor hijo de Narciso González y Josefa Hernández. Sirvió en el ejército de Fernando VII pero termina regresando a Venezuela para dedicarse a la talla de piezas de culto, destacándose los encargos que le hicieron de Cristos y Santos que todavía se hallan dispersos por toda Caracas. Fue uno de los grandes precursores de la escultura en el país sudamericano.

## Biografía
Sirvió en el ejército de Fernando VII y luchó en la batalla de Bailén (España) en 1808. Llegó a Venezuela en la segunda década del siglo XIX, dedicándose a la talla de piezas de culto. Comenzó con éxito, pues fueron muchos los encargos que le hicieron de imágenes, tales como Cristos y Santos, que aún se hallan dispersos en Caracas en iglesias y casas particulares. Así, sus obras adquirieron interés y su fama de buen tallista creció rápidamente.
En 1851 nació su hijo Manuel Antonio González a quien adiestró en las disciplinas escultóricas. En el registro de la parroquia Santa Rosalía se inscribe su muerte a los 98 años de edad, mientras que en los archivos del Cementerio General del Sur se señala 90. En ambos documentos se nombra a Guarenas como su lugar de nacimiento.

## Obras
Fue precursor de la escultura en el país, y aunque sus condiciones de artista no eran de altísima importancia, tampoco lo fueron de escasos méritos, y sí modestos estos en cuanto a valor artístico, sí de alta valía como primicias en el ambiente de Venezuela. 
Fue un excelente tallista, muchas de sus obras aún subsisten en iglesias y colecciones particulares venezolanas. Trabajó bajo la influencia del estilo mudéjar. Representa un gran esfuerzo de mejoramiento en el campo de la escultura. Algunas de las características que predominan en sus obras son: 
- Se inspira en los imagineros coloniales.
- Preferentemente talla en madera.
- En su obra predominan las imágenes religiosas: vírgenes y santos.